# Radek Vondráček

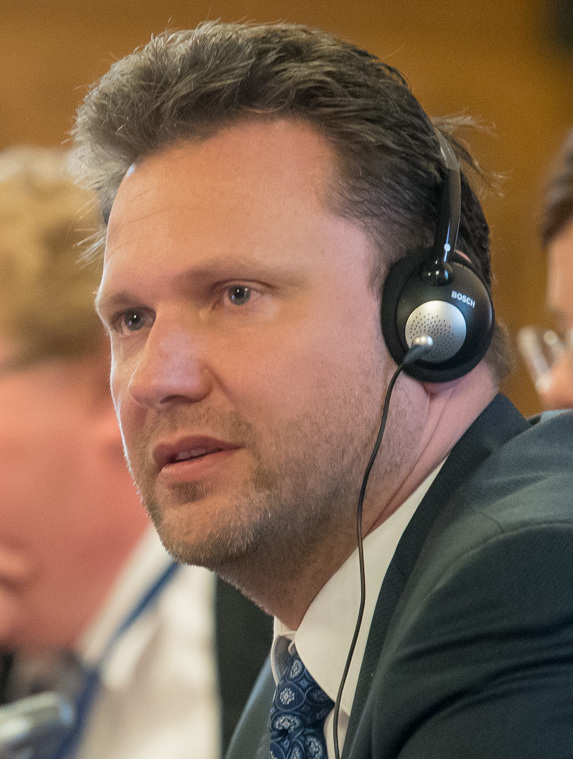
Radek Vondráček (2018)

Radek Vondráček (* 30. Dezember 1973 in Kroměříž) ist ein tschechischer Politiker der ANO 2011.
Vondráček studierte an der Rechtswissenschaftlichen Fakultät der Masaryk-Universität in Brünn. Danach arbeitete er als selbstständiger Anwalt.
Er zog am 26. Oktober 2013 als Listenerster der Partei ANO im Wahlkreis Zlín ins Abgeordnetenhaus des Parlamentes ein. Bei der Abgeordnetenhauswahl 2017 verteidigte er sein Mandat.
Am 22. November 2017 wurde Vondráček von den Abgeordneten mit 135 von 200 Stimmen zum Vorsitzenden des Abgeordnetenhauses gewählt, nachdem er in der vorangegangenen Legislaturperiode bereits stellvertretender Vorsitzender gewesen war.